# 吉田用水
吉田用水（よしだようすい）は、栃木県と茨城県を流れる用水路。

## 概要
江戸時代に飯沼の干拓と関連して井沢弥惣兵衛が開削した用水路である。1724年（享保9年）12月に着工し、僅か7か月余りで完成した。
栃木県下野市本吉田（旧吉田村）より取水し、茨城県結城市、古河市（旧三和町）、八千代町、下妻市（旧千代川村）、常総市、坂東市（旧岩井市）に至る全長約56kmの用水路である。
鬼怒川の河床低下により取水困難となったため1965年（昭和40年）より用水路の改良を行った。吉田東伍は飯沼吉田堀と記している。